# Gordian II
Gordian II, Marcus Antonius Gordianus Sempronianus Africanus Iunior, (ur. 192, zm. 12 kwietnia 238) – cesarz rzymski w 238.

## Życiorys
Współrządził wraz z ojcem Gordianem I. Zginął broniąc Kartaginy w beznadziejnej walce milicji z doborowymi legionami rzymskimi pod wodzą Capellianusa.